# Tecomatepec
Tecomatepec, även benämnd San Pedro Tecomatepec, är en ort i Mexiko, tillhörande kommunen Ixtapan de la Sal i delstaten Mexiko. Orten hade 1 813 invånare vid folkräkningen 2010, och är kommunens näst största samhälle.